# تفجيرات حمص 2015
تفجيرات حمص 2015 سلسلة من التفجيرات الإرهابية في مدينة حمص تبناها تنظيمي داعش وجبهة فتح الشام، استهدفت أحياء شعبية، ومدارس، مشافي، أسواق. استخدم المنفذون سيارات مفخخة وعبوات وأحزمة ناسفة، معتمدين أسلوب تعدد التفجيرات في الهجوم الواحد لإيقاع أكبر عدد ممكن من الضحايا.

## سلسلة التفجيرات
- تفجير بسيارة مفخخة في حي عكرمة، شارع العشاق بتاريخ 21 كانون الثاني.[2]

- تفجير في حي الأرمن بتاريخ 10 نيسان.
- تفجير بعبوة ناسفة على دراجة نارية في حي عكرمة بتاريخ 12 نيسان. استهدفت سوقا شعبيا.
- تفجير عبوة ناسفة بسيارة نقل عمومي (سرفيس) في حي الزهراء بتاريخ 10 حزيران.
- تفجير سيارة مفخخة قرب مدرسة البحتري الابتدائية في حي وادي الذهب، شارع الخضري، بتاريخ 14 حزيران.
- تفجير عبوة ناسفة في نهاية شارع الحضارة، حي عكرمة، بتاريخ 14 حزيران.
- تفجير بعبوة ناسفة أمام المصرف التجاري في حي الزهراء، بتاريخ 20 تموز.
- تفجير بسيارة مفخخة في حي الزهراء، بتاريخ 29 آب.
- تفجير بسيارتين مفخختين في ساحة حي الزهراء، بتاريخ 16 أيلول.
- تفجير بعبوات ناسفة أمام مشفى الأهرام، حي وادي الذهب، بتاريخ 18 أيلول.
- تفجير بسيارة مفخخة قرب خزان المياه في حي الزهراء، بتاريخ 22 أيلول.
- تفجير بعبوة ناسفة ضمن سيارة نقل عام (سيرفيس) في حي عكرمة، بتاريخ 23 أيلول
- ثلاث تفجيرات متزامنة بعبوات ناسفة على دراجات كهربائية في شارع الخضري وحي عكرمة وشارع الحضارة، بتاريخ 9 تشرين الثاني.
- تفجير سيارة مفخخة في حي الزهراء قرب المشفى الأهلى، بتاريخ 12 كانون الأول.